# TV Pika
TV Pika war ein slowenischer privater Fernsehsender. Er nahm am 1. Januar 1991 den Sendebetrieb auf und wurde am 3. September 2010 durch POP BRIO des Medienkonzerns Central European Media Enterprises übernommen. CEME ist auch Veranstalter der Privaten slowenischen Sender Pop TV und Kanal A.
Als Regionalsender gestartet, baute TV Pika ab 2006 seine technische Reichweite immer weiter aus, sendete schließlich auch im DVB-T Format und erreichte 66 % aller slowenischen Haushalte.
Das Programmangebot des Senders war auf ein weibliches Publikum ausgerichtet, es wurden populäre ausländische Serien, Spielfilme, Talk-Shows und Eigenproduktionen gezeigt.

## Sendungen
- Surface – Unheimliche Tiefe
- Wildfire